# The Diary of Jane
The Diary of Jane è il primo singolo dell'album Phobia dei Breaking Benjamin.
Il singolo salì nelle classifiche nella prima settimana dalla distribuzione ufficiale. Fu la canzone in tre formati più ascoltata: Modern Rock, Active Rock e Rock. The Diary of Jane, dal giugno 2006, poteva essere ascoltata su più di 100 stazioni radio in diverse nazioni. La canzone venne ascoltata in streaming dal MySpace della band più di 160.000 volte in due settimane dalla sua pubblicazione su internet.

## Versioni originali
La canzone ha quattro versioni differenti, due delle quali si trovano su Phobia. L'originale venne estratta come singolo e fu la traccia usata nel video. È la versione trasmessa alla radio. Questa canzone è in gran parte la stessa dell'album, tranne per la sfumatura finale che termina su una nota più bassa.
La seconda versione è la traccia numero 2, con il classico suono dei Breaking Benjamin di batteria, chitarre e la voce potente di Benjamin Burnley, così come il suo caratteristico urlo profondo. È una riregistrazione ́della versione singolo/video ed è la versione più vicina al metalcore
La terza versione si trova come traccia bonus sulla prima pubblicazione dell'album Phobia. Questa versione è una versione acustica, con una voce più soft di Benjamin e leggermente armonizzata da Sebastian Davin dei Dropping Daylight, così come un cambio di strumenti: dalla batteria, il basso e la chitarra al pianoforte (suonato da Davin) e ad archi orchestrali come ad esempio il violino e il violoncello. La canzone ha anche una minore consistenza, sebbene sia scritta nella stessa chiave. Si dovrebbe notare il mancato utilizzo della chitarra acustica in questa versione, ironicamente sufficientemente acustica.

## Video
Il video di The Diary of Jane, girato da Ryan Smith, fece la propria apparizione su Yahoo! Music il 21 giugno 2006, dopo che essa era stata inizialmente prevista per il 16 giugno. Nel video figura una donna di nome Jane. Jane si sveglia improvvisamente in una vasca da bagno, ne esce e si veste. Il suo specchio personale si è però rotto e rimane solo la cornice. Jane corre per la propria casa, con risultati simili ovunque dovrebbe esserci uno specchio. Infine si imbatte in una stanza in cui vi sono tutti gli specchi, e non riesce a vedere il proprio riflesso su alcuno di essi. Il video termina con Ben Burnley (cantante principale e chitarrista) che lascia una rosa in un libro sopra la lapide della donna, spiegando la storia del video: Jane si era addormentata ed era affogata nella vasca.
Jane è impersonata da Sarah Mather dalla 4ª stagione di American Idol. Il video termina con Ben che chiude un diario sulla lapide di Jane. Il cognome era nascosto, ma nel secondo episodio del podcast della band esso si può chiaramente identificare con Bryan in un fotogramma raffigurante la lapide.
Jane Bryan fu una stella del cinema negli anni trenta e quaranta. Recitò in diversi film, incluso uno intitolato We Are Not Alone (Non siamo soli), che è anche il nome del secondo album dei Breaking Benjamin.

## Utilizzo del brano in altri media
Il brano è stato utilizzato nel videogioco NASCAR 07 e nel film Step Up 2 - La strada per il successo.

## Classifiche
| Classifiche (2006)                    | Posizione massima |
| ------------------------------------- | ----------------- |
| U.S. Billboard Hot 100                | 50                |
| U.S. Billboard Pop 100                | 46                |
| U.S. Billboard Hot Digital Tracks     | 34                |
| U.S. Billboard Modern Rock Tracks     | 4                 |
| U.S. Billboard Mainstream Rock Tracks | 2                 |